# Richard Boyle (9e comte de Cork)
Pour les articles homonymes, voir Richard Boyle et Boyle.
Richard Edmund St Lawrence Boyle, 9e comte de Cork et Orrery (19 avril 1829 - 22 juin 1904), titré vicomte Dungarvan entre 1834 et 1856, est un courtisan britannique et un homme politique libéral. Au cours d'une carrière ministérielle s'étalant entre 1866 et 1895, il sert trois fois comme maître des Buckhounds et deux fois comme maître du cheval.

## Jeunesse et éducation
Boyle est né à Dublin, en Irlande, le fils aîné de Charles Boyle, vicomte Dungarvan, et de son épouse Catherine St Lawrence, fille de William St Lawrence, 2e comte de Howth. Il est le petit-fils d'Edmund Boyle (8e comte de Cork). Il fait ses études au Collège d'Eton et à Christ Church, Oxford. Il est connu sous le titre de courtoisie de vicomte Dungarvan à la mort prématurée de son père en 1834. Il est membre des clubs de Brooks et de White. Le 20 juillet 1850, il est nommé capitaine dans le North Somerset Yeomanry.

## Carrière politique
Lord Dungarvan est élu député de Frome lors d'une élection partielle en 1854, siège qu'il occupe jusqu'en 1856, date à laquelle il succède à son grand-père comme comte et entre à la Chambre des lords. En 1860, il est fait Chevalier de l'Ordre de Saint-Patrick. Il devient membre du gouvernement en janvier 1866 lorsqu'il est nommé maître des Buckhounds sous Lord Russell, poste qu'il occupe jusqu'à la chute de l'administration en juillet 1866. Il est admis au Conseil privé en mai de la même année. Il est de nouveau maître des Buckhounds sous William Ewart Gladstone entre 1868 et 1874 et entre 1880 et 1885. En 1882, il est nommé l'un des présidents de la Chambre des lords. Lorsque Gladstone devient premier ministre pour la troisième fois en février 1886, il est nommé maître du cheval. Cependant, le gouvernement tombe en juillet de la même année. Il ne fait pas partie du gouvernement Gladstone de 1892 à 1894, mais lorsque Lord Rosebery devient premier ministre en mars 1894, il est de nouveau nommé maître du cheval. Le gouvernement libéral tombe en juin de l'année suivante.
Lord Cork est également Lord Lieutenant du Somerset de 1864 à 1904, aide de camp de la reine Victoria de 1889 à 1899 et colonel du North Somerset Yeomanry.

## Famille
Lord Cork épouse Emily Charlotte de Burgh (19 octobre 1828 - 10 octobre 1912), deuxième fille d'Ulick de Burgh (1er marquis de Clanricarde), le 20 juillet 1853. Ils ont sept enfants: 
- Lady Emily Harriet Catherine Boyle [4] (v. 1855 - 28 juillet 1931), épouse James Dalison Alexander.
- Lady Grace Elizabeth Boyle (v.1858 - 23 mai 1935), épouse l'honorable Henry Francis Baring.
- Lady Honora Janet Boyle (v.1859-11 mars 1953), épouse Robert Kirkman Hodgson DL.
- Lady Isabel Lettice Theodosia Boyle (décédée le 6 avril 1904), épouse James Walker Larnach.
- Lady Dorothy Blanche Boyle (v.1860 - 7 juin 1938), épouse Walter Long (1er vicomte Long).
- Charles Boyle (10e comte de Cork) (en) (1861 - 1925), épouse Rosalie Gray, née de Villiers.
- Robert John Boyle (11e comte de Cork) (en) (1864 - 1934), épouse Joséphine Hale, de San Francisco

Lord Cork est décédé à Berkeley Square, Mayfair, Londres, en juin 1904, à l'âge de 75 ans, et son fils aîné, Charles lui succède. La comtesse de Cork est décédée en octobre 1912, âgée de 83 ans.